# اتحاد أنتيغوا وباربودا لكرة القدم
تأسس اتحاد أنتيغا وباربودا لكرة القدم في عام 1928م وانضم إلى الإتحاد الدولي لكرة القدم في 1970م وإنضم إلى اتحاد أمريكا الشمالية لكرة القدم في 1972م.

## روابط إضافية
- Antigua and Barbuda at the FIFA website.